# Puya sehuencasensis
Puya sehuencasensis là một loài thực vật có hoa trong họ Bromeliaceae. Loài này được R.Vásquez, Ibisch & R.Lara mô tả khoa học đầu tiên năm 2007.